# 1989年全仏オープン
1989年 全仏オープン（1989ねんぜんふつオープン、Internationaux de France de Roland-Garros 1989）は、フランス・パリにある「スタッド・ローラン・ギャロス」にて、1989年5月28日から6月11日にかけて開催された。

## シード選手

### 男子シングルス
1. イワン・レンドル　（4回戦）
2. ボリス・ベッカー　（ベスト4）
3. ステファン・エドベリ　（準優勝）
4. マッツ・ビランデル　（ベスト8）
5. アンドレ・アガシ　（3回戦）
6. ヤコブ・ラセク　（4回戦）
7. ティム・メイヨット　（2回戦）
8. ミロスラフ・メチージュ　（1回戦）
9. ジミー・コナーズ　（2回戦）
10. （大会開始前に棄権）
11. アルベルト・マンシーニ　（ベスト8）
12. （大会開始前に棄権）
13. ヤニック・ノア　（1回戦）
14. アーロン・クリックステイン　（2回戦）
15. マイケル・チャン　（初優勝）
16. ギレルモ・ペレス＝ロルダン　（4回戦）

### 女子シングルス
1. シュテフィ・グラフ　（準優勝）
2. ガブリエラ・サバティーニ　（4回戦）
3. ナタリア・ズベレワ　（1回戦）
4. ジーナ・ガリソン　（3回戦）
5. ヘレナ・スコバ　（2回戦）
6. マニュエラ・マレーバ・フラニエール　（ベスト8）
7. アランチャ・サンチェス・ビカリオ　（初優勝）
8. コンチタ・マルチネス　（ベスト8）
9. カテリナ・マレーバ　（4回戦）
10. ヘレン・ケレシ　（ベスト8）
11. ヤナ・ノボトナ　（ベスト8）
12. ロリ・マクニール　（2回戦）
13. クラウディア・コーデ＝キルシュ　（1回戦）
14. ハナ・マンドリコワ　（1回戦）
15. メアリー・ジョー・フェルナンデス　（ベスト4）
16. スーザン・スローン　（3回戦）

## 大会経過

### 男子シングルス
準々決勝
- マイケル・チャン vs.  ロナルド・アジェノール　6-4, 2-6, 6-4, 7-6
- アンドレイ・チェスノコフ vs.  マッツ・ビランデル　6-4, 6-0, 7-5
- ステファン・エドベリ vs.  アルベルト・マンシーニ　6-1, 6-3, 7-6
- ボリス・ベッカー vs.  ジェイ・バーガー　6-3, 6-4, 6-1

準決勝
- マイケル・チャン vs.  アンドレイ・チェスノコフ　6-1, 5-7, 7-6, 7-5
- ステファン・エドベリ vs.  ボリス・ベッカー　6-3, 6-4, 5-7, 3-6, 6-2

### 女子シングルス
準々決勝
- シュテフィ・グラフ vs.  コンチタ・マルチネス　6-0, 6-4
- モニカ・セレシュ vs.  マニュエラ・マレーバ・フラニエール　6-3, 7-5
- アランチャ・サンチェス・ビカリオ vs.  ヤナ・ノボトナ　6-2, 6-2
- メアリー・ジョー・フェルナンデス vs.  ヘレン・ケレシ　6-2, 7-5

準決勝
- シュテフィ・グラフ vs.  モニカ・セレシュ　6-3, 3-6, 6-3
- アランチャ・サンチェス・ビカリオ vs.  メアリー・ジョー・フェルナンデス　6-2, 6-2

## 決勝戦の結果
- 男子シングルス： マイケル・チャン vs.  ステファン・エドベリ　6-1, 3-6, 4-6, 6-4, 6-2
- 女子シングルス： アランチャ・サンチェス・ビカリオ vs.  シュテフィ・グラフ　7-6, 3-6, 7-5
- 男子ダブルス： ジム・グラブ＆ パトリック・マッケンロー vs.  マンスール・バーラミ＆ エリック・ヴィノグラツキ　6-4, 2-6, 6-4, 7-6
- 女子ダブルス： ナタリア・ズベレワ＆ ラリサ・サブチェンコ vs.  シュテフィ・グラフ＆ ガブリエラ・サバティーニ　6-4, 6-4
- 混合ダブルス： トム・ニーセン＆ マノン・ボーラグラフ vs.  ホラシオ・デ・ラ・ペーニャ＆ アランチャ・サンチェス・ビカリオ　6-3, 6-7, 6-2

## みどころ
- 男子シングルス優勝者のマイケル・チャンが、「17歳3ヶ月」の4大大会男子シングルス最年少優勝記録を樹立した。他の4大大会における男子シングルス最年少優勝記録は以下の通りである。
  - 全豪オープン：ケン・ローズウォール、18歳2ヶ月、1953年
  - ウィンブルドン：ボリス・ベッカー、17歳7ヶ月、1985年
  - 全米オープン：ピート・サンプラス、19歳28日、1990年
- 女子シングルス優勝者のアランチャ・サンチェス・ビカリオは、スペインの女子テニス選手として最初の4大大会優勝者になった。17歳5ヶ月での初優勝は、全仏オープンの女子シングルスで史上2番目の年少記録。1988年全豪オープンから続いてきたシュテフィ・グラフの4大大会連勝記録は、この全仏準優勝により「5連勝」で止まった。